# Jaguaren (musikalbum)
Jaguaren är den svenska musikgruppen Text & Musiks debutalbum, utgivet på skivbolaget Nacksving 1976.

## Låtlista
A
1. "Jaguaren" – 5:36 (Text: Elmer Diktonius. Musik: Lars Magnus Larsson och Magnus Nilsson)
2. "Ljusen har slocknat i Shanghai"– 3:28 (Text: Kim Lantz. Musik: Andreas Aarflot)
3. "7/8-ing" – 4:10 (Musik: Lars Magnus Larsson)
4. "Ibo-Lele" – 5:09 (trad. voodoosång från Haiti)

B
1. "En massa maskrosblad" – 3:33 (Text och musik: Magnus Nilsson)
2. "Rike man" – 3:16 (Text: Kim Lantz. Musik: L M Larsson/M Nilsson)
3. "Pappersbruksarbeterskan" – 1:34 (Text: Sven Olson. Musik: L M Larsson/M Nilsson)
4. "Knut Arne" – 4:15 (Text: M Nilsson. Musik: L M Larsson)
5. "Kvarting" – 3:48 (Musik: L M Larsson)
6. "Det måste gå" – 3:07 (Text: Göran Sonnevi. Musik: Sten Källman)

## Medverkande
- Thomas Carlsson: elgitarr (A1, A3, B2, B4, B5, B6), trummor (A2), bastrumma (A4), akustisk gitarr (B1), valthorn (B3).
- Sten Källman: saxofon (A1, A2, A3, B2, B5, B6), tvärflöjt (A3, B1, B3, B4), bambuflöjt (A4).
- Lars Magnus Larsson: elbas (A1, A2, A3, B1, B2, B4, B5, B6), guiro (A4), akustisk gitarr (B1), trumpet (B2), kontrabas (B3).
- Magnus Nilsson: sång (A1, A2, B1, B2, B3, B4, B6), trummor (A3, B4, B5), akustisk gitarr (B1, B3), congas (A4).
- Hans Nordström: piano (A1, B2), saxofon (A2, A3, B5), oboe (A3, B3, B4), maracas (A4), trummor (B6).
- Niklas Román: trummor (A1, B2), piano (A2, B4, B6), elpiano (A3, B1, B5), tvärflöjt (B1, B3), klockor (A4), koskälla (B2).
- Alla: sång (A4)

### Fotnoter
1. ↑  ”Jaguaren”. Progg.se. Arkiverad från originalet den 18 augusti 2010. https://web.archive.org/web/20100818220530/http://www.progg.se/band.asp?ID=187&skiva=561. Läst 11 januari 2013.